# Kurt Dahlmann
Kurt Dahlmann (4 de março de 1918) foi um oficial alemão que serviu durante a Segunda Guerra Mundial. Foi condecorado com a Cruz de Cavaleiro da Cruz de Ferro.

## Carreira
Kurt Dahlmann iniciou a sua carreira militar no dia 1 de novembro de 1937 como Fahnenjunker, sendo promovido para Leutnant no dia 1 de agosto de 1939, estando na Zerstörergeschwader 1 no início da Segunda Guerra Mundial. Participou da Batalha da Inglaterra, sendo durante esta transferido como piloto de combate no mês de agosto de 1940 para o III./Kampfgeschwader 4, que mais tarde foi renomeado para III./Kampfgeschwader 30, realizando nesta unidade 159 missões de combate.
No verão de 1941, participou de operações no Mediterrâneo e em seguida lutou na península de Murmansk no setor norte deste fronte em missões que faziam parte da Operação Barbarossa. Foi condecorado com o Troféu de Honra da Luftwaffe no dia 19 de janeiro de 1942. Se tornou Oberleutnant e Staffelkapitän do 9. Staffel em operações no Mediterrâneo no ano de 1943. No dia 15 de fevereiro de 1943 foi condecorado com a Cruz Germânica em Ouro.
No mês de junho de 1943 foi promovido para Hauptmann, tornando-se Staffelkapitän do 1./SKG 10 e no mês de outubro do mesmo ano, se tornou Gruppenkommandeur do I./Schnellkampfgeschwader 10.
No dia 30 de junho de 1944 a sua unidade ficou sob comando do Stab/KG 51, sendo mais tarde redesignado para III./Kampfgeschwader 51 no dia 20 de outubro de 1944, voltando desta forma a realizar missões de ataque contra alvos na Inglaterra. Estando esta unidade equipada com os Focke-Wulf Fw 190G, ficando responsável por realizar missões de ataque noturno, muitas vezes sob condições meteorológicas não favoráveis, contra alvos situados em Londres e no sul da Inglaterra.
Esteve na linha de frente durante o desembarque aliado na Normandia que ocorreram no dia 6 de junho de 1944. Nos meses que se seguiram à invasão aliada, Dahlmann se distinguiu em ataques que realizava contra embarcações aliadas, realizando ainda operações de ataque ao solo noturno, caça diurna, reconhecimento, e caça noturna.
Após completar 200 missões de combate, foi condecorado com a Cruz de Cavaleiro da Cruz de Ferro no dia 27 de junho de 1944. Ainda na liderança desta unidade, Dahlmann, passou a realizar ataques contra os comboios aliados e na destruição de pontes para retardar o avanço destes. Foi promovido para Major em 1 de junho de 1944.
No dia 17 de novembro de 1944 o seu Gruppe foi unido com o Nachtschlachtgruppe 20, permanecendo este nas operações na Frente Ocidental, completando dias mais tarde a sua 300ª missão de combate em 7 de dezembro de 1944. Foi condecorado por Hitler com a Cruz de Cavaleiro da Cruz de Ferro com Folhas de Carvalho no dia 24 de janeiro de 1945, sendo o 711º soldado a receber tal condecoração.
Ao término da Segunda Guerra Mundial, rendeu-se aos Aliados no dia 8 de maio de 1945, tendo então completado mais de 300 missões de combate. Com a reestruturação das forças militares da Alemanha em 1955, Dahlmann se juntou à Bundesluftwaffe, permanecendo por por pouco tempo entre setembro de 1956 e setembro de 1958, quando se retirou do serviço ativo como Major. Dahlmann vive hoje na Alemanha.

### Patentes
| Fahnenjunker | 1 de novembro de 1937 como |
| Leutnant     | 1 de agosto de 1939        |
| Oberleutnant | 1943                       |
| Hauptmann    | junho de 1943              |
| Major        | 1 de junho de 1944         |

### Condecorações
| Cruz de Ferro 2ª Classe            |                         |
| Cruz de Ferro 1ª Classe            |                         |
| Troféu de Honra                    | 19 de janeiro de 1942   |
| Cruz Germânica em Ouro             | 15 de fevereiro de 1943 |
| Cruz de Cavaleiro da Cruz de Ferro | 27 de junho de 1944     |
| Folhas de Carvalho nº 711          | 24 de janeiro de 1945   |